# Luiz Henrique (cầu thủ bóng đá, sinh 1985)
Luiz Henrique de Oliveira còn được gọi là Luiz Henrique (sinh ngày 3 tháng 9 năm 1985) là một cầu thủ bóng đá người Brasil từng thi đấu ở vị trí tiền vệ cho Velo Clube tại giải Brazilian Campeonato Paulista de Futebol .